# スキャンイーグル (航空機)
スキャンイーグル
カタパルトに設置されたスキャンイーグル
- 用途：偵察機
- 製造者：ボーイング・インシツ（英語版）
- 運用者:
  -  アメリカ合衆国（アメリカ海軍/海兵隊）
  -  オーストラリア（オーストラリア陸軍）
  -  イタリア（イタリア海軍）
  -  日本（陸上自衛隊）他
- 初飛行：2002年6月22日
- 運用開始：2004年
- 運用状況：運用中

スキャンイーグル（ScanEagle）は、アメリカ合衆国のボーイング・インシツが開発した無人航空機（UAV）。

## 概要
気象観測やマグロ漁船向けの魚群探査用に開発された民間用UAVシースキャン（SeaScan）を軍事用途に転用したものである。機体は無尾翼機で、尾部にエンジンとプロペラを備えた推進式配置。エンジンはガソリンエンジンだが、後にジェット燃料対応型も登場している。
機体そのものが人1人で運べるほど軽いことに加え、主翼は取り外して胴体と共に専用のコンテナに収納出来るようになっているなど可搬性が重視されている。
センサー機器は機首下面のターレットに搭載し、単一あるいは2基を組み合わせる電子光学センサー、中波長赤外線センサー、電子光学/赤外線センサーなどを任務に応じて選択できる。
降着装置は無く、離陸は圧縮空気を用いたカタパルト、回収にはスカイフックと呼ばれる独自のシステムを使用する。スカイフックは、折り畳み式のアームから地上へ伸ばした2本のケーブルに、機体の主翼端についたフックを引っ掛けるというもので、広いスペースを必要としないため航空母艦以外の艦船からの運用も可能としている。

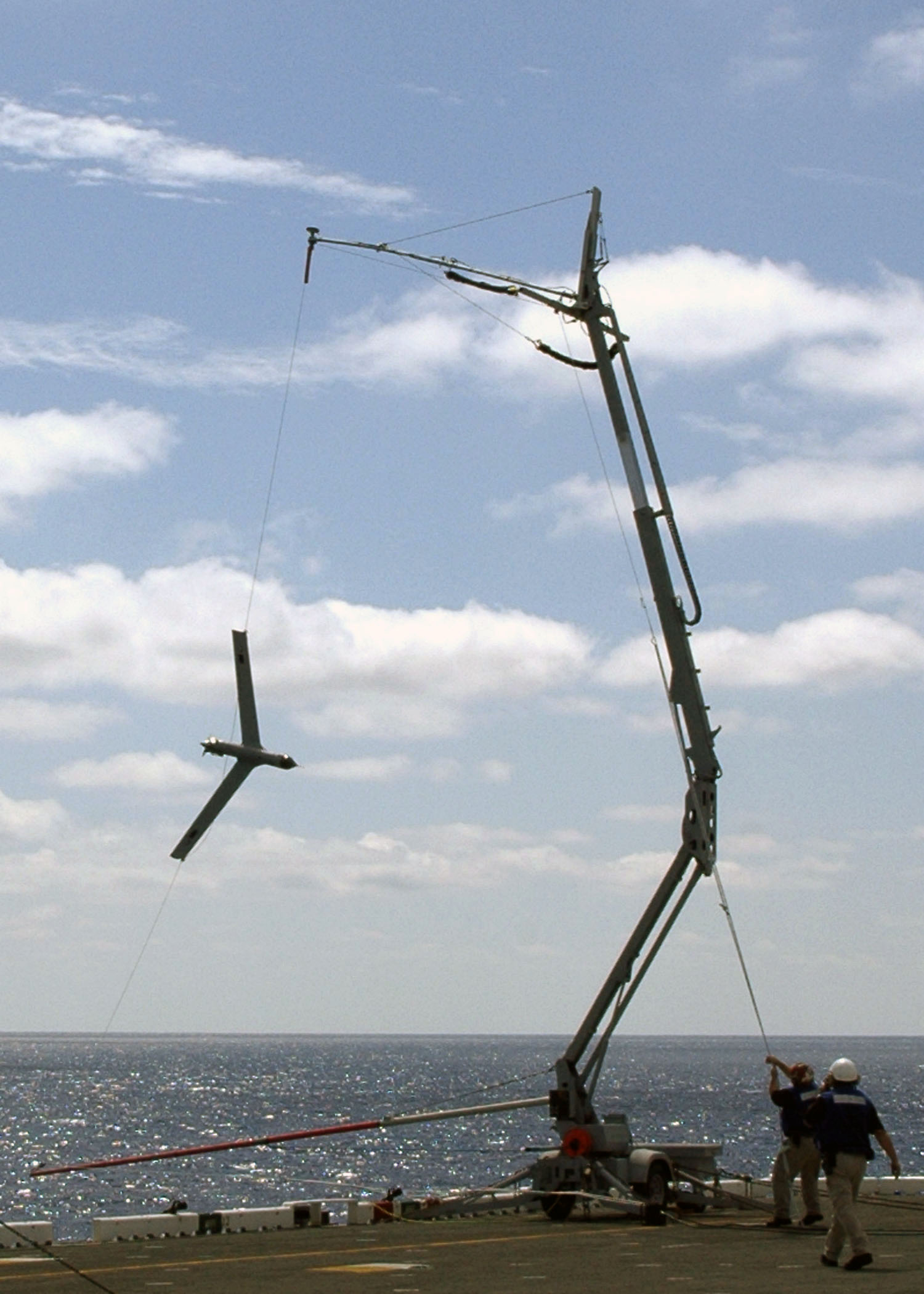
スカイフックで回収された直後のスキャンイーグル
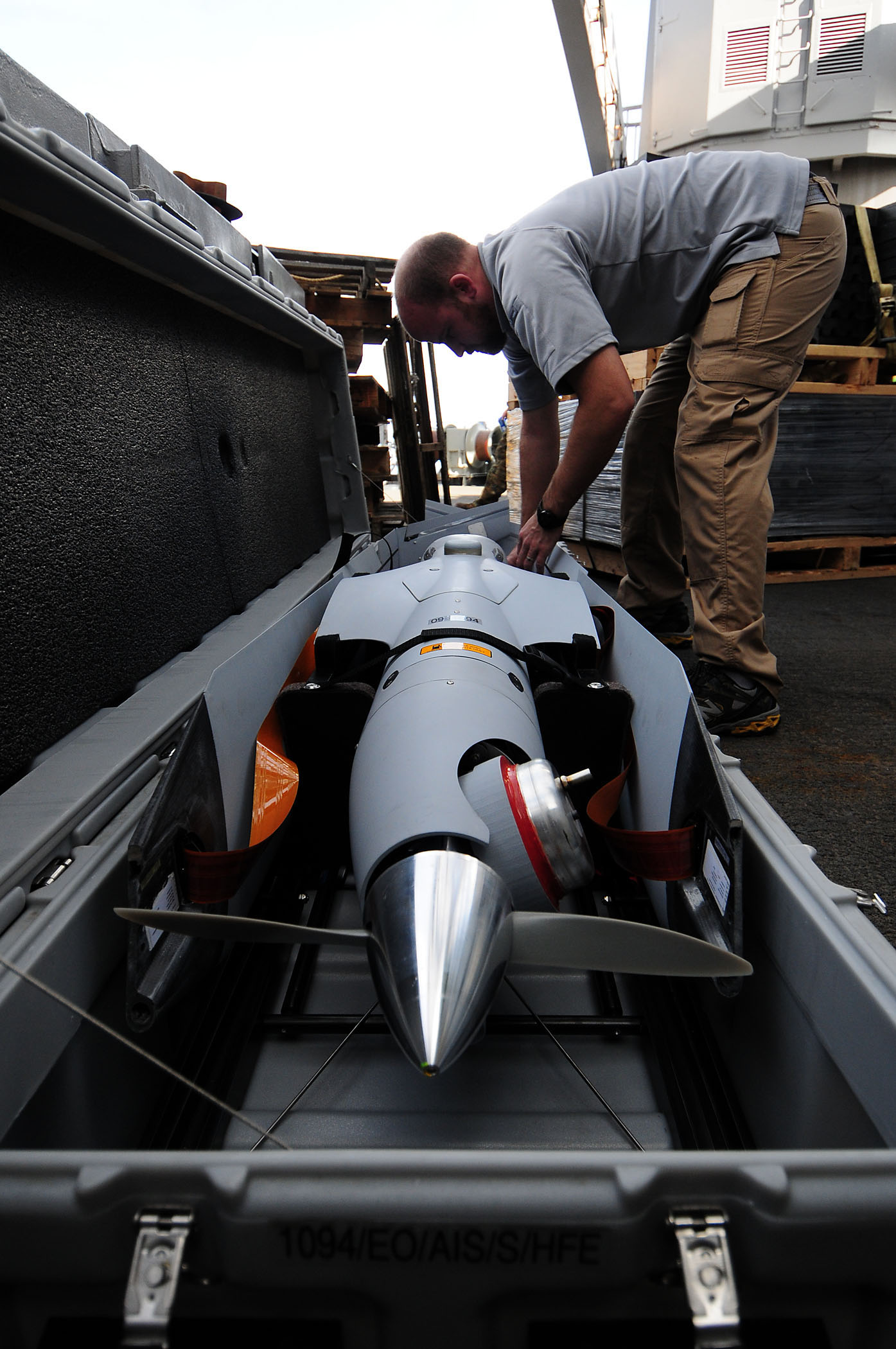
専用のコンテナに収納された状態

2014年10月には、改良型のスキャンイーグル2が発表されている。機首のセンサーターレット大型化に伴う機体の大型化、ペイロードの増加、電力供給能力の強化、機内ネットワークのイーサネット化などが行われているが、航続時間は減少している。

## 運用
アメリカ海兵隊が2004年に、アメリカ海軍がその翌年に運用を開始し、アデン湾における海賊対処任務で使用されている。ただしメーカーに運用を委託して軍がデータを買い取るという形式になっているため、アメリカ軍から正式な形式番号は与えられていない。また、2013年にはFAAがスキャンイーグルに対して民間運用に必要な形式証明を交付しており、石油流出監視や海洋監視といった用途に制限付きながら運用が可能になった。
低コストかつ大掛かりなインフラを必要としないため、海外でも陸海軍問わず広く採用されている。
オーストラリア海軍では、2019年にリーウウィン級水路調査船にスキャンイーグルと射出機、回収システムが搭載された。これは水路調査用ではなく、艦艇から無人機を運用する要員を訓練するためとされている。
イランは2012年に領空内に侵入したアメリカ海軍のスキャンイーグルを鹵獲し、デッドコピー機「ヤシール」を生産している。ヤシールはシリアやイラクで活動するシーア派の民兵組織ヒズボラやカタイブ・ヒズボラなどに供与されていると報じられている。

## 陸上自衛隊での運用
日本でも陸上自衛隊が東日本大震災での教訓から試験導入しているが、本格的な導入は2019年（平成31年）3月に新設された第8師団・第8情報隊が最初となった。陸上自衛隊が導入した機種はスキャンイーグル2で正式名称を「UAV（中域用）」という。2019年（平成31年）に1式につき13億6836万円でボーイングの代理店の双日と契約されている。機体本体は1機で2億5000万円とされる。
作戦基本部隊である師（旅）団の作戦地域全般にわたり、UAV（中域用）により、監視・偵察活動を行う部隊であり、師団司令部等の情報業務の支援を任務とする。北部方面隊に3個隊、東北方面隊に1個隊、中部方面隊に1個隊、西部方面隊に2個隊の計7個隊のほか、教育支援部隊として情報学校隷下に情報教導隊が編成されている。
無人偵察機班が機体を運用し、情報処理班が情報の収集・処理を実施する。

### 配備部隊・機関
2024年（令和6年）現在、配備されている部隊は下記のとおり。
- 北部方面隊
  - 第2師団
    - 第2情報隊（旭川駐屯地）第2師団：2022年（令和4年）3月17日新編。

  - 第5旅団
    - 第5情報隊（帯広駐屯地）第5旅団：2023年（令和5年）3月16日新編。

  - 第11旅団
    - 第11情報隊（真駒内駐屯地）第11旅団：2023年（令和5年）3月16日新編。
- 東北方面隊
  - 第6師団
    - 第6情報隊（神町駐屯地）第6師団：2020年（令和2年）3月26日新編。
- 中部方面隊
  - 第14旅団
    - 第14情報隊（善通寺駐屯地）第14旅団：2022年（令和4年）3月17日新編。
- 西部方面隊
  - 第8師団
    - 第8情報隊（北熊本駐屯地）第8師団：2019年（平成31年）3月26日新編。

  - 第15旅団
    - 第15情報隊（那覇駐屯地）第15旅団：2020年（令和2年）3月26日新編。
- 陸上自衛隊情報学校
  - 情報教導隊（富士駐屯地）：2019年（平成31年）3月26日教育支援部隊として新編。

## 運用国

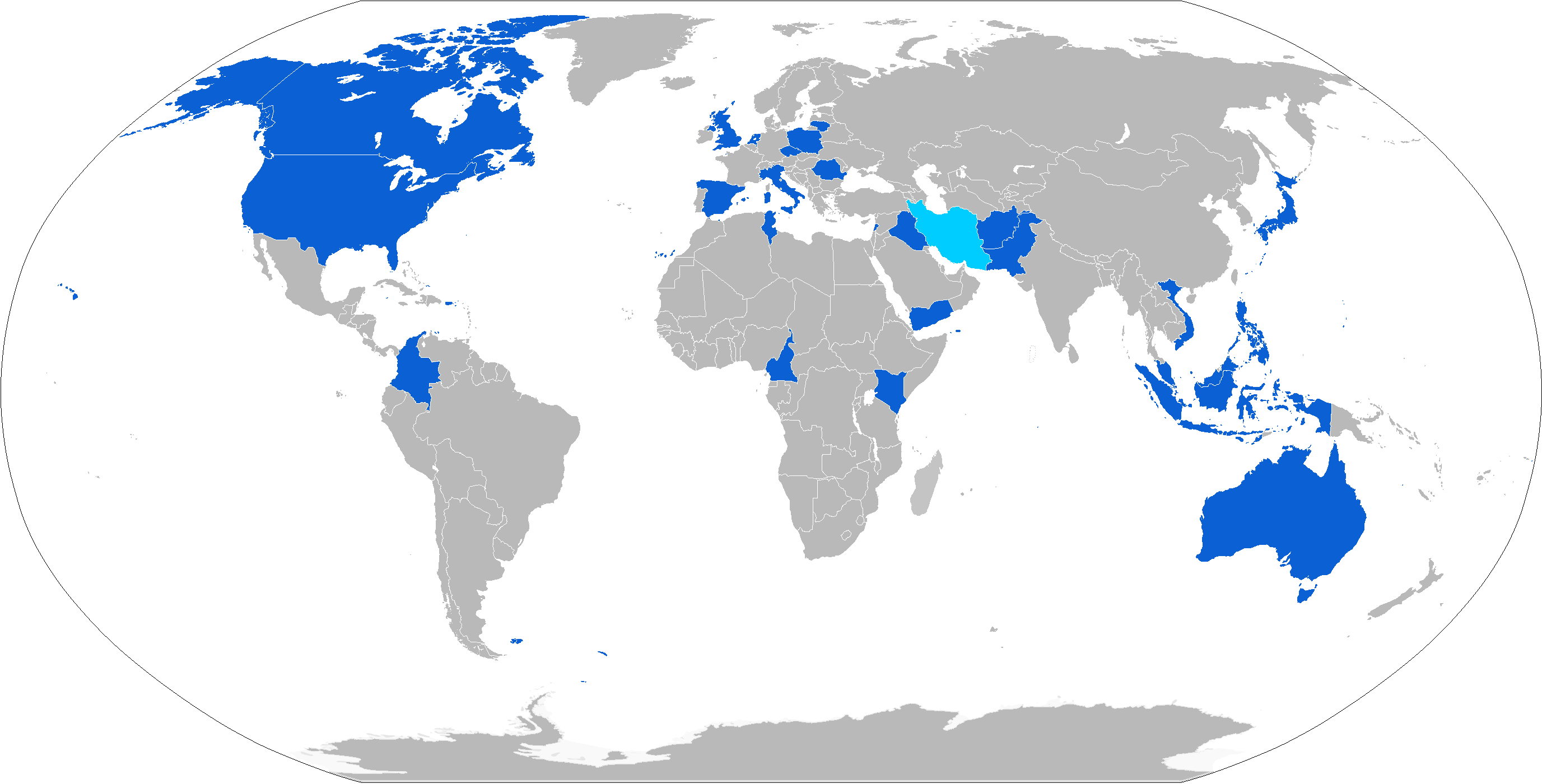
運用国（青）

- アフガニスタン
- オーストラリア
- カメルーン
- カナダ
- コロンビア
- チェコ
- インドネシア[注釈 1]
- イタリア
- イラク
- 日本
- ケニア
- マレーシア
- オランダ
- パキスタン
- ポーランド
- ルーマニア
- シンガポール
- スペイン
- チュニジア
- イギリス
- アメリカ合衆国
- イエメン
- ウクライナ[10]

## 諸元
- 全長：1.55m（電子光学センサー装備時）
- 全幅：3.11m
- 自重：13.1kg
- 最大離陸重量：22kg
- エンジン：3W 2サイクル単気筒エンジン（1.5馬力）×1
- 最大速度：148km/h
- 上昇限度：5,944m（最大）/4,572m（常用）
- 航続時間：24時間+
- ペイロード：3.4kg

## 登場作品
『キャプテン・フィリップス』
アーレイ・バーク級ミサイル駆逐艦「ベインブリッジ」の艦載機として登場。海賊たちが、輸送船「マースク・アラバマ号」の船長を乗せて逃走に使用する救命ボートを発見する。
『ザ・ラストシップ』
架空のアーレイ・バーク級ミサイル駆逐艦「ネイサン・ジェームズ」の艦載機として登場し、偵察に使用される。